# Strathmore (Kalifornija)
Strathmore je naseljeno područje za statističke svrhe u američkoj saveznoj državi Kalifornija. Prema popisu stanovništva iz 2010. u njemu je živjelo 2.819 stanovnika.